# Allocasuarina paradoxa
Allocasuarina paradoxa là một loài thực vật có hoa trong họ Casuarinaceae. Loài này được (Macklin) L.A.S.Johnson mô tả khoa học đầu tiên năm 1982.